# Agriades tekessana
Agriades tekessana är en fjärilsart som beskrevs av Alphéraky 1897. Agriades tekessana ingår i släktet Agriades och familjen juvelvingar. Inga underarter finns listade i Catalogue of Life.